# Гроховский, Леон Павлович
Леон Павлович Гроховский (11 марта 1931 — 21 декабря 2001) — российский поэт.
Окончил Военно-медицинскую академию имени С. М. Кирова, там же получил учёную степень доктора медицинских наук (1972), защитив диссертацию «Биогенные амины (серотонин, катехоламины) и их роль в патогенезе язвенной болезни и хронического гастрита», автор ряда научных работ о влиянии эндокринной системы на пищеварительную.
В 1983 году опубликовал книгу стихов «Я шагаю по земле», за ней последовали сборники «Предостережение» (1989), «Эта сборная улица» (1991), «Рыбы небесные» (1994) и «Из повседневного небытия» (1995). Стихи Гроховского включены в антологию «Современный русский свободный стих» (2019), составленную Юрием Орлицким. Дмитрий Кузьмин в связи с этим указывает на важность возвращения к Гроховскому как к недооценённой фигуре.
Состоял в Союза писателей Санкт-Петербурга.